# 埼玉2002體育場
埼玉2002體育場（日語：埼玉スタジアム2002）是位於日本埼玉市綠區的足球場。
現時，日本職業足球聯賽勁旅浦和紅鑽亦以本體育場作為其主場球場。但是，浦和紅鑽亦會把部分賽事安排至創會主場埼玉市駒場體育場舉行。

## 歷史
由於日本於2002年舉辦世界盃足球賽，因此日本政府在各地新建許多足球場館，埼玉2002體育場就是其中之一。球場於2001年9月完工，可以容納63,700人，後來減少至62,300人。
2002年世界盃期間，體育場一共舉行了4場賽事，包括日本與比利時的比賽。
小組賽
- 2002年6月2日：英格蘭 1 - 1 瑞典
- 2002年6月4日：日本 2 - 2 比利時
- 2002年6月6日：喀麥隆 1 - 0 沙烏地阿拉伯

準決賽
- 2002年6月26日：巴西 1 - 0 土耳其

2005年至2007年期間，浦和紅鑽於埼玉德比中的對手大宮松鼠因為其大宮公園球場需要擴建，所以和浦和紅鑽共用球場。

## 特徵
- 建築面積：54,420m²
- 地面面積：62,674m²
- 有蓋面積：29,000m²
- 斜坡角度：最多30度

## 交通

### 鉄道
- 埼玉高速鐵道線浦和美園站步行約需15分鐘。

### 道路
高速道路
- 東北自動車道 - 浦和IC・岩槻IC

一般道路
- 國道122號·國道463號

## 外部連結
- 世界所有足球場
- 埼玉2002體育場資料、圖片、影片
- （日語） 官方網頁
- （英文） 埼玉2002體育場 （页面存档备份，存于）